# Хлепешть
Хлепешть, Хлепешті (рум. Hlăpești) — село у повіті Нямц в Румунії. Входить до складу комуни Драгомірешть.
Село розташоване на відстані 291 км на північ від Бухареста, 21 км на північний схід від П'ятра-Нямца, 76 км на захід від Ясс.

## Населення
За даними перепису населення 2002 року у селі проживали 949 осіб, усі — румуни. Усі жителі села рідною мовою назвали румунську.